# Élection présidentielle seychelloise de 2001
L'élection présidentielle seychelloises de 2001 a lieu du 31 août au 2 septembre 2001 afin d'élire le président de la république des Seychelles pour un mandat de cinq ans.
Convoquée de manière anticipée par le président France-Albert René du Front progressiste du peuple seychellois (SPPF), deux ans avant la fin prévue de son mandat, il s'agit de la troisième élection depuis la restauration du multipartisme et la première à se tenir séparément des élections législatives depuis la promulgation de la Constitution de 1993.
France-Albert René est réélu dés le premier tour pour un cinquième mandat avec 54,19% des voix face à son principal adversaire Wavel Ramkalawan, le candidat du Parti national des Seychelles (SNP), qui récolte 44,95 %.

## Contexte
L'élection présidentielle précédente de mars 1998 voit la large victoire du président sortant France-Albert René avec 66,67 % des voix. À la tête du pays depuis le coup d'État de 1977, France-Albert René est réélu pour un quatrième mandat, le deuxième depuis la restauration du multipartisme avec l'entrée en vigueur de la Troisième République en 1993. Le scrutin de 2001 est organisé de manière anticipée, deux ans avant la fin de son mandat prévue initialement en 2003. France-Albert René se présente à sa réélection pour un cinquième mandat avec pour seuls adversaires Wavel Ramkalawan du SNP et le candidat indépendant Philippe Boullé (en), tous les deux figures historiques de l'opposition depuis 1991.

## Système électoral

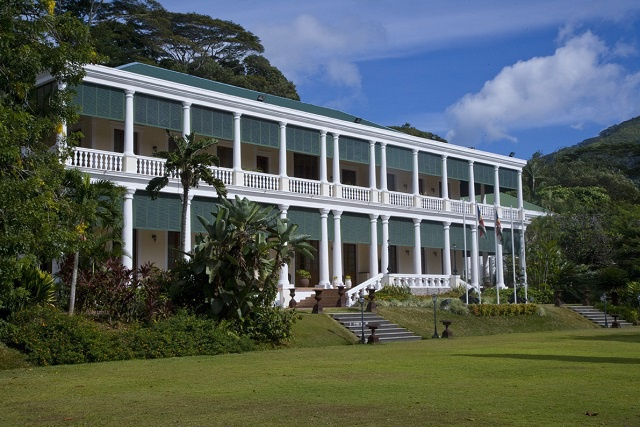
State House, la résidence officielle du président seychellois.

Le président de la République est élu au scrutin uninominal majoritaire à deux tours pour un mandat de cinq ans. Si aucun candidat ne remporte la majorité absolue au premier tour, un second est organisé entre les deux candidats arrivés en tête, et le candidat réunissant le plus de suffrages est déclaré élu. Chaque candidat à la présidence se présente avec un colistier, candidat à la vice-présidence,.

## Résultats
| Candidats colistier      | Candidats colistier              | Partis                   | Premier tour | Premier tour |
| Candidats colistier      | Candidats colistier              | Partis                   | Voix         | %            |
| ------------------------ | -------------------------------- | ------------------------ | ------------ | ------------ |
|                          | France-Albert René James Michel  | SPPF                     | 27 223       | 54,19        |
|                          | Wavel Ramkalawan Annette Georges | SNP                      | 22 581       | 44,95        |
|                          | Philippe Boullé (en) Guy Morel   | Ind.                     | 434          | 0,86         |
|                          |                                  |                          |              |              |
| Votes valides            | Votes valides                    | Votes valides            | 50 238       | 98,23        |
| Votes blancs et nuls     | Votes blancs et nuls             | Votes blancs et nuls     | 907          | 1,77         |
| Total                    | Total                            | Total                    | 51 145       | 100          |
| Abstention               | Abstention                       | Abstention               | 8 849        | 14,75        |
| Inscrits / participation | Inscrits / participation         | Inscrits / participation | 59 994       | 85,25        |

## Analyse et conséquences

Carte des résultats par district.

Les résultats voient la réélection de France-Albert René, au pouvoir depuis 1977, avec 54,19 % des voix, enregistrant une forte baisse par rapport à l'élection précédente de 1998, où il a obtenu deux tiers des suffrages. Wavel Ramkalawan multiplie plusieurs fois son score de la dernière élection, polarisant presque entièrement le scrutin avec 44,95 %, tandis que Philippe Boullé ne recueille que 434 votes. La participation atteint 85,25 % des inscrits.
Le résultat révèle une forte division géographique où France-Albert René l'emporte dans presque toutes les îles Extérieures et dans le sud de l'île principale de Mahé, alors que Ramkalawan s'impose dans la majorité des districts du nord de cette île. Ce score représente le plus grand défi électoral jamais connu par le pouvoir en place.